# Holy Matrimony (1943)
Holy Matrimony (dt. Heilige Ehe) ist eine US-amerikanische Filmkomödie von John M. Stahl aus dem Jahr 1943. Der berühmte Maler Priam Farll, gespielt von Monty Woolley, nimmt die Identität seines gerade gestorbenen Dieners Henry Leek an. Die weiteren Hauptrollen sind mit Gracie Fields, Laird Cregar und Una O’Connor besetzt.
Das von Nunnally Johnson verfasste Drehbuch basiert auf dem Roman Buried Alive (dt. Lebendig begraben) von Arnold Bennett, der erstmals 1908 in London erschien.

## Handlung
Der berühmte englische Maler Priam Farll lebt seit fast 25 Jahren äußerst zurückgezogen an verschiedenen abgelegenen Orten, zuletzt in Britisch-Indien. Er verabscheut nicht nur die sogenannte High Society, er kann auch mit den meisten Menschen wenig anfangen und wahrt lieber seine Privatsphäre. Als er eine Einladung aus seiner Heimat England erhält, in der ihm mitgeteilt wird, dass er zum Ritter geschlagen werden soll, hilft alles Murren nichts, einer solchen Aufforderung kann er sich nicht entziehen. Zusammen mit seinem ihm treu ergebenen Kammerdiener Henry Leek begibt er sich auf die Reise. Leek, dem es schon unterwegs nicht gut ging, stirbt kurz nachdem das Duo sein Ziel erreicht hat. Ein herbeigerufener Arzt diagnostiziert als Todesursache eine Lungenentzündung. Als der Arzt irrtümlicherweise Priam Farlls Namen auf den Totenschein schreibt, klärt dieser das Missverständnis nicht auf, da er darin eine gute Gelegenheit sieht, der ihm verhassten Zeremonie des Ritterschlags nun entgehen zu können.
In der Folge beobachtet Farll, wie sein Cousin Duncan Farll einen Trauergottesdienst für ihn veranlasst, zu dem viele Menschen erscheinen. Auch König Edward VII. wohnt der Trauerfeier bei und gibt dort bekannt, dass er Farlls Beisetzung in der Westminster Abbey veranlasst habe. In Farll, der sich gerade noch über seinen Coup gefreut hatte, kriecht der Ärger hoch, dass er sich selbst um diese Ehre betrogen hat. Ein Versuch seinerseits, die Angelegenheit doch noch aufzuklären, läuft schief. Als er wenig später versucht an seinem eigenen Staatsbegräbnis teilzunehmen, wird er von zwei Polizisten nach draußen beordert. Nur das beherzte Dazwischentreten einer Frau namens Alice Challice bewahrt ihn davor, abgeführt zu werden. Sie erzählt den Beamten, dass er Henry Leek sei. Priam ist sehr erstaunt, dass die Frau ihn unter dem Namen seines Dieners kennt. Er erfährt von Alice, dass sie sein Bild und seinen Namen doch von einem Eheanbahnungsinstitut erhalten habe. Auf dem ihr zugesandten Bild sind Leek und Farll gemeinsam zu sehen, weshalb sie den einen für den anderen hielt, und Farll klärt das Missverständnis nicht auf. Ganz im Gegenteil ist er von Alice’ fröhlicher Art, ihrer schnellen Auffassungsgabe sowie ihrer Hingabe so angetan, dass er sie bereits nach kurzer Zeit heiratet.
Das frisch vermählte Paar findet sein häusliches Glück in Putney, wo Alice ein schönes großes Haus besitzt. Priam widmet sich seiner Malerei nach wie vor, was jedoch schwierig ist, da er dies versteckt tun muss, um nicht den Argwohn seiner Frau zu erregen. Ihr Glück wird jedoch gestört, als Sarah Leek mit ihren drei erwachsenen Söhnen John, Matthew und Harry auftaucht und behauptet, Henrys erste Frau zu sein, die er vor vielen Jahren verlassen habe. Alice schaltet schnell und beschwört Sarah alles so zu lassen, wie es ist, da durch eine Enthüllung die Karriere ihrer Söhne gefährdet sein könnte. Weiterer Ärger ergibt sich dadurch, dass das Geld immer knapper wird und eine Hypothekenzahlung nicht erfüllt werden kann. Priam sieht nun die Zeit gekommen, Alice seine wahre Identität zu gestehen, was auch den Vorteil hätte, dass er seine Bilder für hohe Summen verkaufen könnte und die finanzielle Misere damit ein Ende hätte. Alice hält es jedoch für möglich, dass ihr Mann wegen der momentanen Sorgen verrückt geworden ist, und glaubt seinen Beteuerungen nicht. Heimlich verkauft sie einige Bilder ihres Mannes an einen Bilderrahmer, der ihr £ 15 pro Bild bietet.
Die neuen Bilder Farrls werden von Clive Oxford, dem Betreiber einer renommierten Kunstgalerie, für Tausende Pfunds pro Stück verkauft. Oxford weiß nichts Genaues über die Herkunft der Bilder, verkauft sie aber als die von Farrl, da diese den Werken von Farll verblüffend ähnlich sehen und ihm viel Geld einbringen. Lady Vale, die Käuferin der meisten Werke, findet jedoch heraus, dass die Bilder erst in der Zeit entstanden sind, als Farll bereits offiziell tot war. Lady Vale verklagt Oxford daraufhin, dass er in betrügerischer Absicht gehandelt habe. Oxford ist sich jedoch sicher, dass Farll noch lebt und stößt bei seinen Nachforschungen auch auf Farlls Spur. Er möchte, dass Farll sein Versteckspiel beendet und ihm vor Gericht beisteht. Der Maler ist jedoch mehr als verärgert, als er erfährt, welch riesigen Gewinn Oxford mit den von ihm gemalten Bildern erzielt hat. Als dann auch noch Sarah Leek vor Gericht behauptet, dass es sich bei Priam um ihren Ehemann Henry handele, greift Alice ein, indem sie ihren Mann zwingt, ein Muttermal auf seinem Schulterblatt zu zeigen, das einwandfrei bestätigt, dass Priam nicht Henry Leek, sondern der berühmte Maler ist.
Nachdem nicht nur der Fall geklärt, sondern auch Priams Identität wieder hergestellt ist, beschließt das Paar sein Putney-Haus dort neu zu bauen, wo Priam zuvor so zurückgezogen gelebt hat. Einem nunmehr sorgenfreien glücklichen Leben steht nichts mehr im Wege.

## Produktion und Hintergrund
Die Dreharbeiten erstreckten sich über den Zeitraum 5. April bis spät in den Mai 1943 hinein. Nachdem sie beendet waren, kündigte Nunnally Johnson seinen Job bei 20th Century Fox, um zukünftig als unabhängiger Produzent zu arbeiten. Für die visuellen Effekte im Film war Fred Sersen verantwortlich, für den Ton E. Clayton Ward und Roger Heman.
Die Rechte an Bennetts Buch wurden von 20th Century Fox im September 1942 erworben und Monty Woolley sofort für die Hauptrolle ins Auge gefasst. Im Februar 1943 verkündete das Studio dann, dass man ihm Gracie Fields an die Seite stelle werde und dass der Titel von seinem Arbeitstitel in den publikumswirksameren Titel Holy Matrimony geändert werde.
Die Arbeitstitel des Films lauteten: Buried Alive und Indian Summer. Im Filmvorspann wird der Titel folgendermaßen ausgewiesen: Ho! Ho! Holy Matrimony. Arnold Bennett verwendete sein Buch auch als Grundlage für das von ihm verfasste Theaterstück The Great Adventure, das am 18. September 1911 in Glasgow in Schottland herauskam. Für Gracie Fields, seinerzeit ein großer Star in ihrem britischen Heimatland, war dies ihre erste Hauptrolle in einem US-amerikanischen Film. Für Whit Bissell, der im Film als Whitner Bissell geführt wird, war es seine erste Rolle in einem Film. Für den britischen Schauspieler Montagu Love hingegen war es seine letzte Filmrolle. Er starb, kurz nachdem er seine letzte Szene abgedreht hatte. Love hatte bereits in der Version von 1933 mitgespielt, wo er Priam Farlls Cousin Duncan verkörperte. Am 10. Mai 1954 strahlte Lux-Radio Theatre Broadcast eine Version der Geschichte mit Charles Laughton und Fay Bainter aus.
Für Woolley und Fields wurde der Film zu einem großen Erfolg, sodass man sie zwei Jahre später erneut in dem Film Molly and Me vereinte.

## Kinostart und weitere Verfilmungen
Premiere hatte der Film am 26. August 1943 in Los Angeles. Am 27. August 1943 lief er dann allgemein in den Kinos der Vereinigten Staaten an. In Deutschland wurde der Film nicht im Kino gezeigt.
- Schweden: 24. April 1944 unter dem Titel Leve äktenskapet
- Finnland: 6. Juni 1947 unter dem Titel Eläköön avioliitto
- Portugal: 19. Januar 1948 unter dem Titel Lua-de-Mel Atribulada
- Argentinien unter dem Titel Sagrado matrimonio
- Brasilien unter dem Titel Palheta da Vida
- Tschechoslowakei unter dem Titel Posvátné manzelství
- Spanien unter dem (DVD)-Titel Sagrado Matrimonio
- Italien unter dem Titel Una moglie in più

weitere Verfilmungen nach Arnold Bennetts Roman
- 1915: The Great Adventure, Stummfilm von Laurence Trimble mit Henry Ainley und Esme Hubbard
- 1921: The Great Adventure, Stummfilm von Kenneth S. Webb mit Lionel Barrymore und Doris Rankin
- 1933: His Double Life von William C. de Mille mit Lillian Gish und Roland Young

## Kritik
Der Film wurde fast einhellig gelobt. So äußerte Bosley Crowther von der New York Times, dass die Verbindung zwischen Monty Woolley und Gracie Fields höchst reizvoll sei und der Film bezaubernde Bilder, durchsetzt mit Szenen von verschmitztem Humor, biete. John Stahl habe die Szenen mit viel Verständnis für Esprit und Satire erstellt. Und obwohl das Alter der Hauptbeteiligten glühende Romantik eher verbiete, sei Unterhaltung für alle und jeden in diesem Fall gewährleistet. Crowther hob die Leistungen von Laird Cregar als tyrannischem Kunsthändler, O’Connor, Mowbray und Pangborn besonders hervor.
Auch Variety war der Ansicht, dass die Produktion sowie die gewählten Schauspieler alle Pluspunkte auf ihrer Seite hätten. Stahl biete mit seiner Verfilmung eine Charakterstudie, die Johnson zuvor in seinem Drehbuch hervorragend entwickelt habe. Zu keiner Zeit sei die Glaubwürdigkeit der Filmhandlung infrage gestellt. Gracie Fields verleihe ihrer Rolle zudem eine sehr menschliche Note. Sie sei der perfekte Gegenpart zu Woolleys knurrigem Charakter.
Auch neuere Einschätzungen des Films waren positiv, so schrieb beispielsweise der Filmhistoriker Tony Thomas: Der Humor in Holy Matrimony sei nicht nur der großartigen Leistung von Monty Woolley zu verdanken, sondern auch der unkonventionellen Art von Gracie Fields als warmherziger Frau. Der Film sei eine perfekte Bühne für jeden Schauspieler, dem die Natur schon bestimmte Rollen zuweise.
Der britische Filmkritiker Geoffrey McNab bezeichnete das Drehbuch als „brillant“. Der Historiker Eric Braun (LGBT Culture) meinte, Holy Matrimony sei die reizvollste und intensivste Komödie in Woolleys Karriere. Der Filmhistoriker Peter Cowie lobte Laird Cregars „distinguierte“ Leistung als „tuntenhafter“ Kunsthändler Clive Oxford.

## Auszeichnungen
- 1944: Von der National Board of Review als einer der zehn besten Filme des Jahres 1943 ausgewählt.
- 1944: Nunnally Johnson für den Oscar nominiert in der Kategorie „Bestes adaptiertes Drehbuch“. Die Auszeichnung ging jedoch an Julius J. Epstein, Philip G. Epstein und Howard Koch und das Filmmelodram Casablanca.